# Pamela Cook
Leslie Pamela Cook-Ioannidis (* 20. Jahrhundert) ist eine US-amerikanische Mathematikerin und Hochschullehrerin. Sie war von 2015 bis 2016 Präsidentin der Society for Industrial and Applied Mathematics (SIAM).

## Leben und Werk
Cook studierte Mathematik an der University of Rochester und erwarb 1967 einen Bachelor-Abschluss. 1969 erhielt sie einen Master-Abschluss an der Cornell University und promovierte dort 1971 bei Geoffrey Stuart Stephen Ludford mit der Dissertation The Asymptotic Behavior as {\displaystyle \epsilon \to 0^{+}} of the Solution to {\displaystyle \epsilon \nabla ^{2}w=\partial w/\partial y} on a Rectangle.
Von 1971 bis 1972 war sie NATO Postdoctoral Fellow an der Universität Utrecht in den Niederlanden und anschließend bis 1973 Instructor und Research Associate am Department of Theoretical and Applied Mechanics und Department of Mathematics an der Cornell University. 1973 wurde sie Adjunct Assistent Professorin, 1975 Assistent Professorin und 1980 Associate Professorin am Mathematics Department der University of California in Los Angeles. 1983 zog sie nach Delaware und war bis 1989 an der University of Delaware Vorsitzende des Department of Mathematical Sciences. Anschließend wurde sie dort Professorin und 2013 Unidel Professor of Mathematics. Sie hatte Gastpositionen an dem California Institute of Technology, der University of Maryland, College Park und dem Institute for Mathematics and its Applications (IMA) an der University of Minnesota.
Sie forscht in den Bereichen transsonische Aerodynamik, mathematische Modellierung physikalischer Systeme und Störungsmethoden, insbesondere bei nichtlinearen partiellen Differentialgleichungssystemen.

## Auszeichnungen
- 2009: Trabant Award, University of Delaware
- 2012: University Change Agent Award 2012, Women in Engineering ProActive Network (WEPAN)
- Fellow of the American Association for the Advancement of Science
- Fellow of the Society for Industrial and Applied Mathematics
- Associate Fellow des American Institute for Aeronautics and Astronautics

## Veröffentlichungen (Auswahl)
- mit Julian Cole: Transonic Aerodynamics. North Holland, Amsterdam, 1986[3].
- Transonic Aerodynamics; Problems in Asymptotic Theory. SIAM, Philadelphia, 1993.
- mit V. Roytbird, M. Tulin: Mathematics is for Solving Problems. SIAM, Philadelphia, 1996.
- mit Hadi Mohammadigoushki, Alireza Dalili und Lin Zhou:Transient evolution of flow profiles in a shear banding wormlike micellar solution: experimental results and a comparison with the VCM model. In: Soft Matter. Band 15, Nr. 27, 2019, S. 5483–5494, doi:10.1039/C9SM00816K.
- mit Seth T. Cowall und Matthew J. Oliver: Effects of different levels of solar radiation and depth-varying vertical diffusion on the dynamics of a reaction–diffusion NPZ model. In: Journal of Plankton Research. Band 41, Nr. 6, 27. November 2019, S. 879–892, doi:10.1093/plankt/fbz058.
- mit L. Zhou: A stochastic mesoscale model of transiently networked fluids. In: Journal of Non-Newtonian Fluid Mechanics. Band 247, 1. September 2017, S. 78–89, doi:10.1016/j.jnnfm.2017.06.004.